# Sarouel

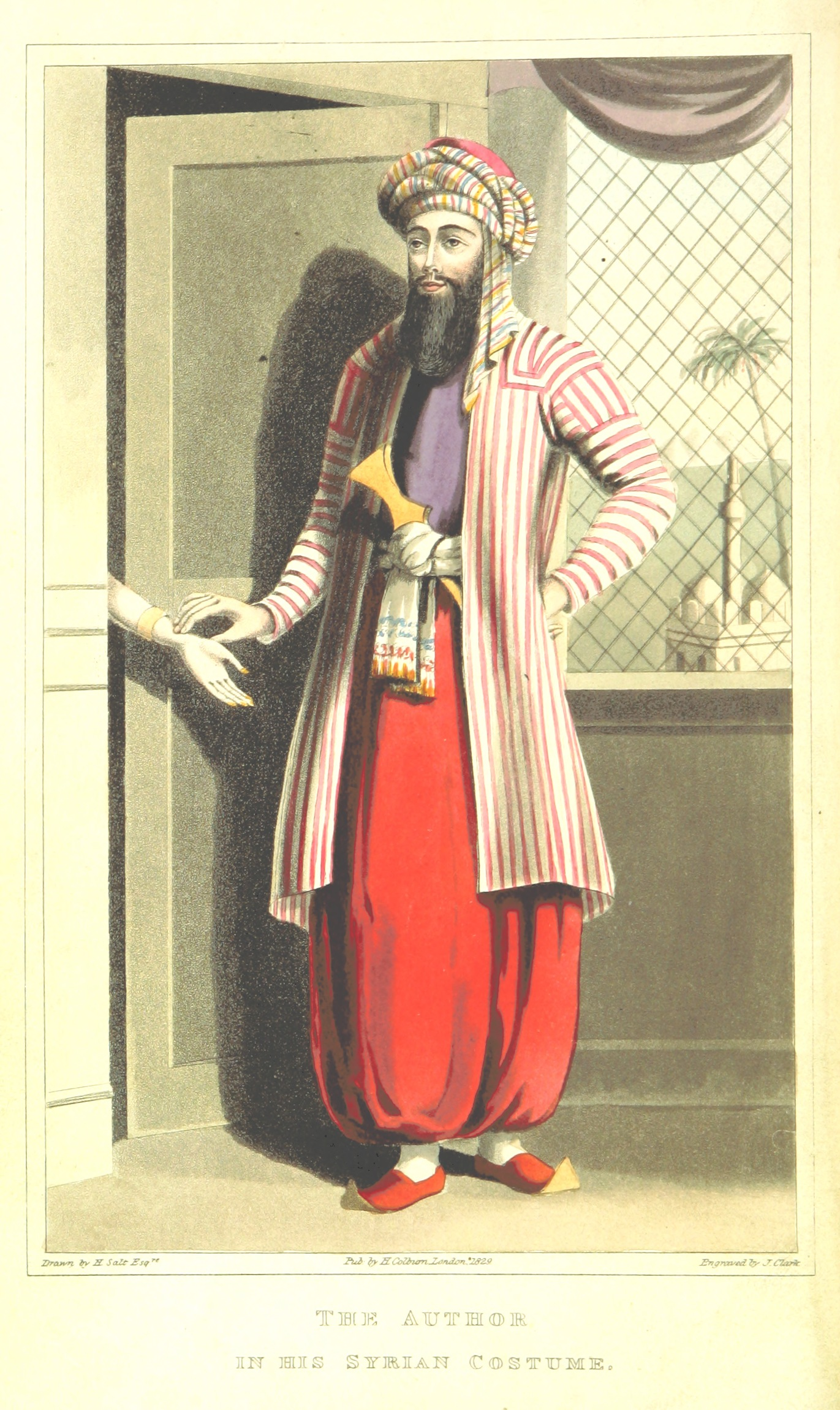
(1829) MADDEN, Richard Robert vistiendo un Sarouel en Siria.

El sarouel (galicismo de saragüell y del castellano zaragüelles) es un pantalón de tipo calzón (o viceversa) y por tanto caracterizado por sus amplias formas, sobre todo en su bajo tiro por debajo de las rodillas.

## Evolución
Sus orígenes son inciertos, ya que ha sido utilizado desde hace cientos de años por civilizaciones que van desde Asia hasta el Mediterráneo, sobre todo por los hombres de Turquía y Grecia, y en Argelia por el regimiento Zouave.
Desde la segunda mitad del siglo XX, artistas del diseño textil han conseguido revivir esta prenda en Occidente creando nuevas adaptaciones más urbanas y de corte unisex.